# Kelly Skipper
Kelly Skipper (Brawley, 25 luglio 1967) è un ex giocatore di football americano e allenatore di football americano statunitense, running back degli Oakland Raiders della National Football League (NFL). Al college giocò a football alla Fresno State University.

## Carriera come allenatore
Skipper iniziò la sua carriera come allenatore nella NFL nel 2007 con gli Oakland Raiders come allenatore dei tight end, portando nei suoi primi due anni di esperienza nella lega Zach Miller a raggiungere ottime prestazioni. Il 20 gennaio 2009 passò al ruolo di allenatore dei running back. A fine della stagione il reparto ebbe 4 yard di media per partita. Nel 2010 i Raiders si classificarono 2° in tutta la NFL nelle corse. Mentre nel 2011 arrivarono 7°. Il 1º febbraio 2012 il suo contratto venne nuovamente rinnovato per altri due anni. Il 14 gennaio 2014 firmò per un altro anno.

## Vita familiare
Skipper è sposato con Mary da cui ha avuto due figli: Kaelen e Darius.

## Vittorie e premi
Nessuno